# Infranet
Col termine Infranet si intende una nuova architettura per Internet e le future reti di telecomunicazione basate sulla tecnologia a pacchetti. Oggigiorno, l'architettura di Internet è in gran parte il risultato dell'interazione tra i protocolli di Internet e le esigenze commerciali dei provider.
Infranet può essere pensata come il risultato della modifica dei processi di rete esistenti in modo da poter primariamente rispondere alla domanda: "Quali servizi mi vengono richiesti?" anziché a "Di quali protocolli ed apparecchiature siamo dotati?".
Questo approccio top-down alla progettazione delle reti è sostanzialmente differente alla pratica bottom-up usata dalla maggior parte degli standard Internet (anche di successo) distribuiti da IETF.
Il termine Infranet è anche usato per riferirsi a sistemi proposti per il trasferimento di dati sensibili mascherati come dati qualsiasi od innocui in Internet (un esempio è la steganografia), il cui uso potrebbe permettere, in stati dove i regimi esercitano uno stretto controllo sull'informazione, di avere un accesso alla rete senza filtri e senza il pericolo di essere censurati. Tali sistemi sono in fase di studio da parte di Hari Balakrishnan, David Karger ed altri. 

## Critiche
Qualche concorrente di Juniper Networks, in particolare Cisco Systems, ha inizialmente sostenuto che Infranet altro non fosse che vaporware e pubblicità "sporca". Tuttavia, nel giugno 2005, Cisco Systems e Lucent sono entrati nell'Infranet Initiative Council ribattezzato prima IPSphere Forum e successivamente confluito nel TeleManagement Forum.